# Afwezigheid
Afwezigheid is in België de juridische term voor de situatie waarbij een persoon verdwijnt en er niet met zekerheid kan worden vastgesteld of hij of zij nog in leven is. De afwezigheid wordt geregeld door de artikel 112 tot en met artikel 142 van het Burgerlijk Wetboek.

## Voorwaarden
Van afwezigheid is sprake wanneer een persoon meer dan drie maanden niet verschijnt in zijn of haar woon- of verblijfplaats en men van hem of haar gedurende ten minste drie maanden geen nieuws heeft ontvangen, en daaruit onzekerheid voortvloeit over zijn leven of zijn dood.

## Procedure
Indien voldaan is aan de voorwaarden voor de afwezigheid stelt de Rechtbank van eerste aanleg een vermoeden van afwezigheid vast. Wanneer er vijf jaar verlopen zijn sinds het vonnis waarbij het vermoeden van afwezigheid werd vastgesteld, of zeven jaar sinds men voor het laatst nieuws ontvangen heeft van de afwezige, kan de verklaring van afwezigheid worden uitgesproken door de rechtbank van eerste aanleg.